# شرمن ۲۱۶۲۱
سیارک ۲۱۶۲۱ (به انگلیسی: 21621 Sherman، نامگذاری:1999KR4) بیست و یک هزار و ششصد و بیست و یکمین سیارک کشف شده‌است که در ۲۰ مه ۱۹۹۹ کشف شد.
قدر مطلق سیارک برابر ۱۷.۰ است.